# Randseiter
Randseiter (ursprünglich im Englischen: Marginal Man) ist ein soziologischer Begriff, der von Robert Ezra Park stammt und von seinem Schüler Everett V. Stonequist systematisiert wurde. Das Konzept gilt als wichtigster Einzelbeitrag Parks zur Kultursoziologie.
Park verstand unter der Sozialfigur des Randseiters einen Menschen, der sich am Rande, damit im Grenzbereich, zweier Kulturen befindet und somit an beiden Kulturen teilhat, ohne wirklich dazuzugehören. Anfangs hatte Park damit den Mulatten gemeint, später verallgemeinerte er sein Konzept und beschrieb die marginalisierte Persönlichkeit als Ergebnis von Mobilitätsprozessen räumlicher, sozialer und kultureller Art. Eine derartige Lebenssituation erzeuge eine psychische Krise mit Gefühlen der Entwurzelung und Desorientierung. Doch die Verarbeitung der Krise eröffne dem Randseiter Chancen, die Verwurzelte kaum hätten. Der Randseiter werde zur Person mit dem weiteren Horizont, dem schärferen Intellekt und einem unvoreingenommenen und rationalen Standpunkt. Park sah im Randseiter den modernen Persönlichkeitstyp, der aus traditionellen Bindungen entlassen sei.
Kurt Lewin verwendete diese Denkfigur auch für Jugendliche, die sich im Übergang vom Lebensraum der Kindheit in den der Erwachsenen befinden. 
Allgemein wird unter einem Randseiter eine Person verstanden, die sich beim Wechsel von einer zur anderen sozialen Bezugsgruppe an den Rand gedrängt fühlt, wodurch eine Identitätskrise entsteht.